# 凯尔·克莱蒙斯
凯尔·克莱蒙斯（英語：Kyle Clemons，1990年12月27日—）是一名专长于400米赛跑的美国田径短跑运动员。他是2014年美国室内田径锦标赛男子400米冠军得主，并在2014年世界室内田径锦标赛上赢得男子400米项目的铜牌。他的个人最好成绩是44.79秒。